# Carrito de la compra

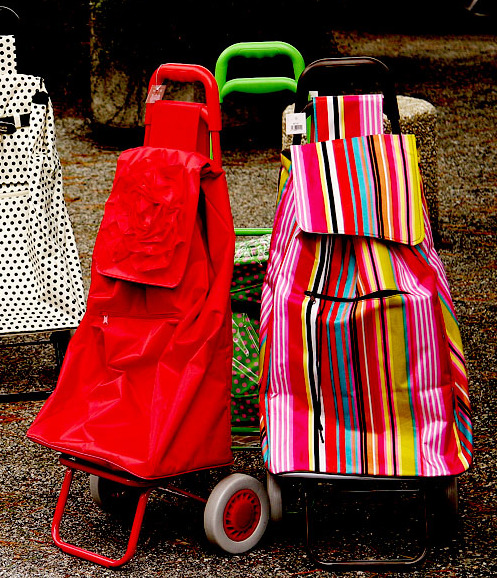
Carritos de la compra

Un carrito de la compra es una bolsa grande con ruedas, que se utiliza para llevar a casa una cantidad de compras que por su peso no se podría cargar yendo a pie. La bolsa suele estar hecha de una tela impermeable y también se venden diseños de cestas de mimbre. Los carritos generalmente tienen dos ruedas paralelas en un marco estilo carretilla de mano (con un mango y un soporte), aunque algunos diseños tienen cuatro o seis ruedas.

## Diseño

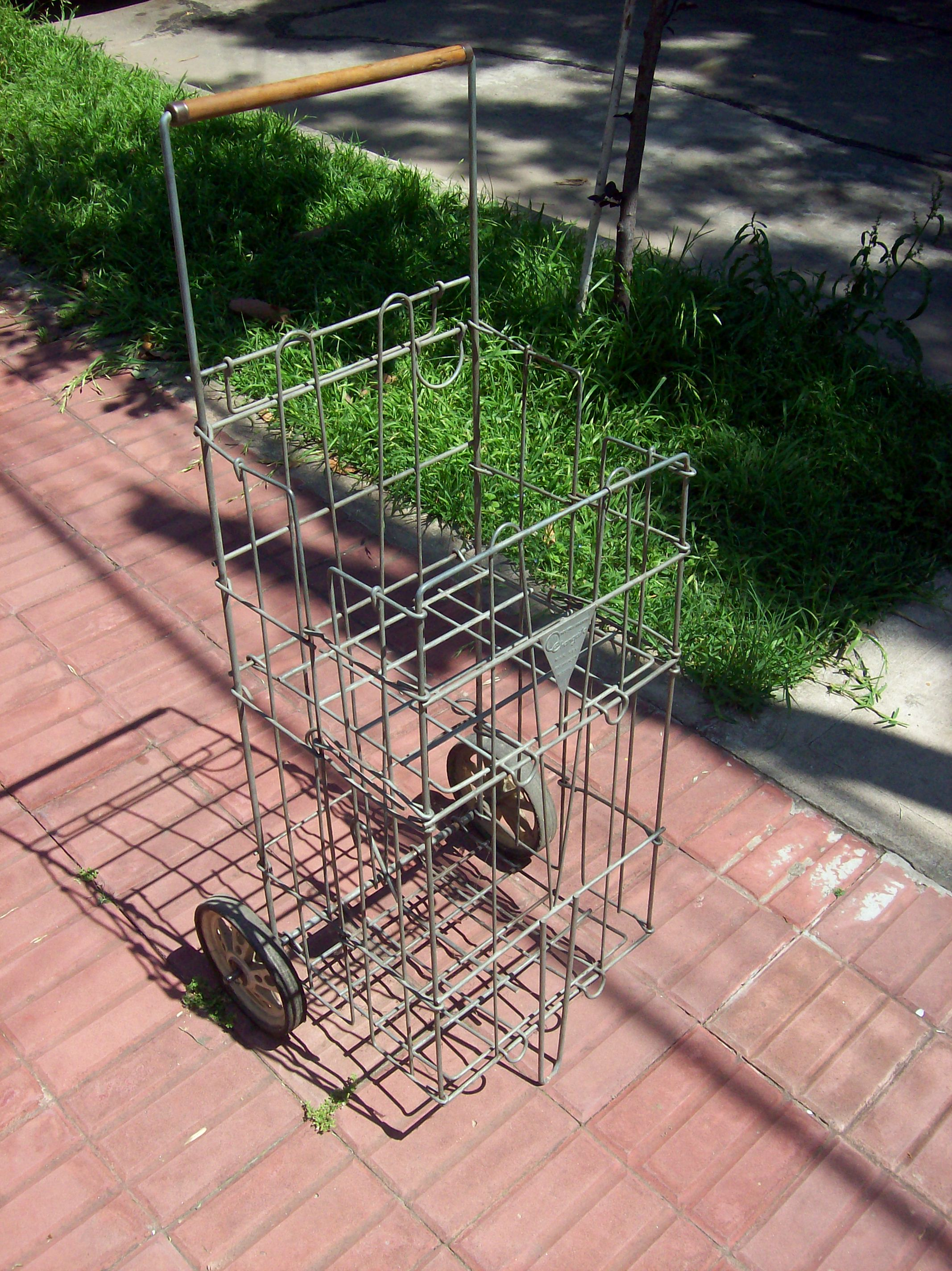
Changuito con estructura de alambre de aluminio. Años 1970.

En los años 1960, el modelo más común consistía en una cesta o estructura metálica sobre la que se adaptaba una bolsa en su interior. En el siglo XXI, diseños con estilo han sido comercializados por los minoristas de moda Zara y Chanel. En la imagen de la derecha se puede ver un carrito unido a una bicicleta.

## Granny cart
En ciertos países, los carritos se consideran tradicionalmente utilizados por mujeres en edad de jubilación, hasta el punto que "granny cart" o "carrito de abuela" es un término del argot estadounidense para los carritos de cuatro ruedas con estructura de tubo metálico, que a veces se utilizan como ayuda para caminar. En el Reino Unido se les conoce como carrito de abuela y están disponibles en versiones plegables. En 2023, el Farino Carrier con ruedas para patines en línea se presentó como un producto nuevo y único en Dragons' Den.

## Galería

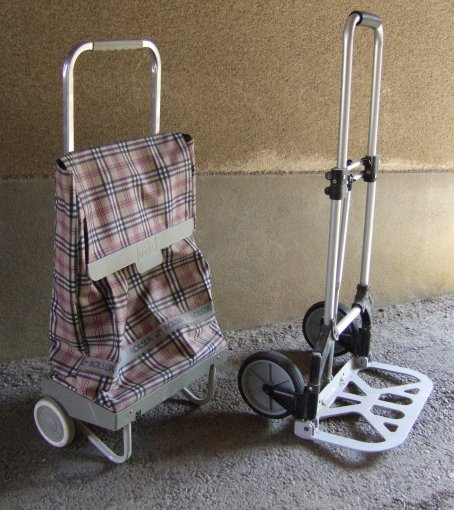
Carrito de la compra vs. carro manual.
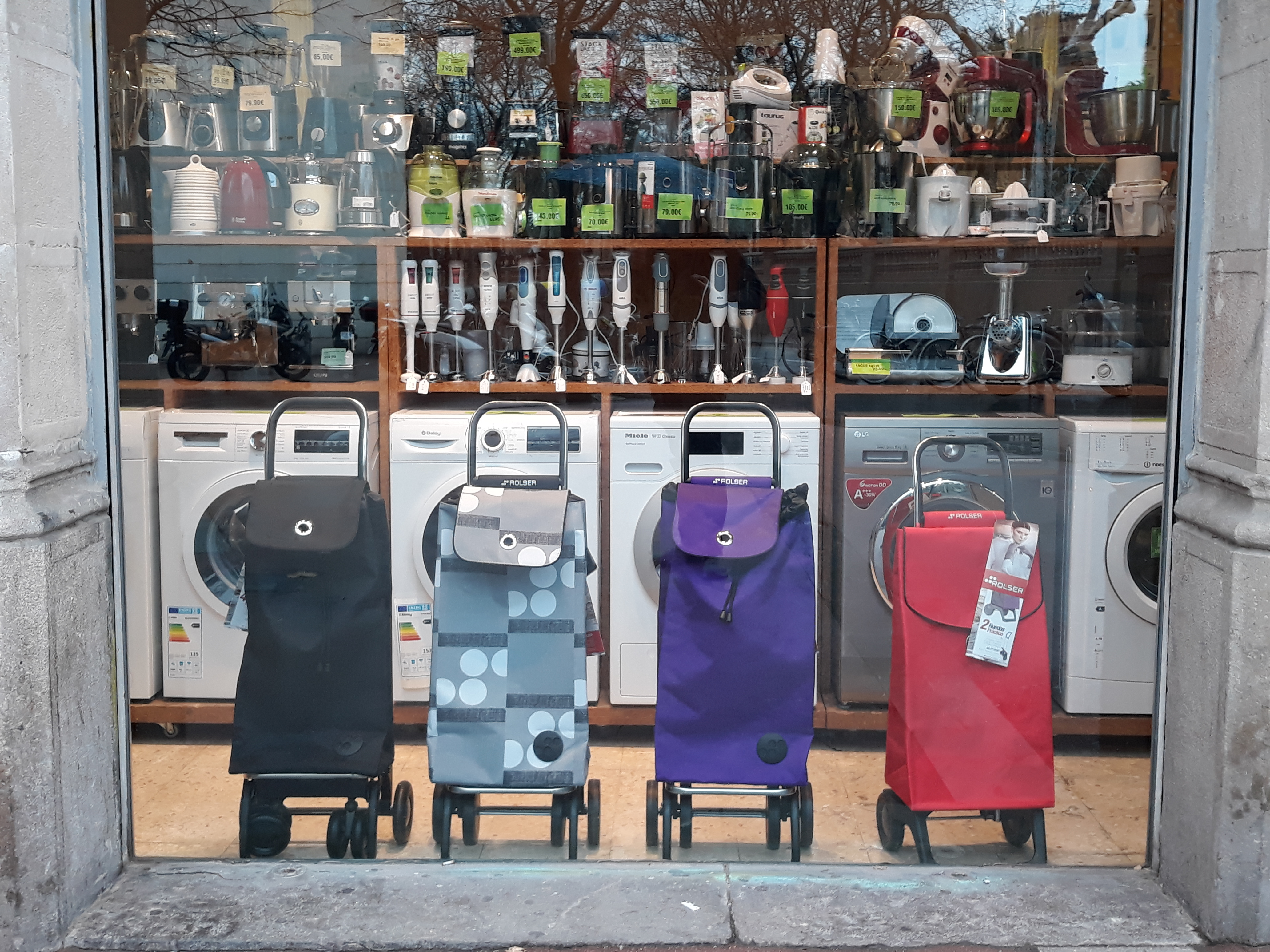
Variedad de modelos en una sola tienda.
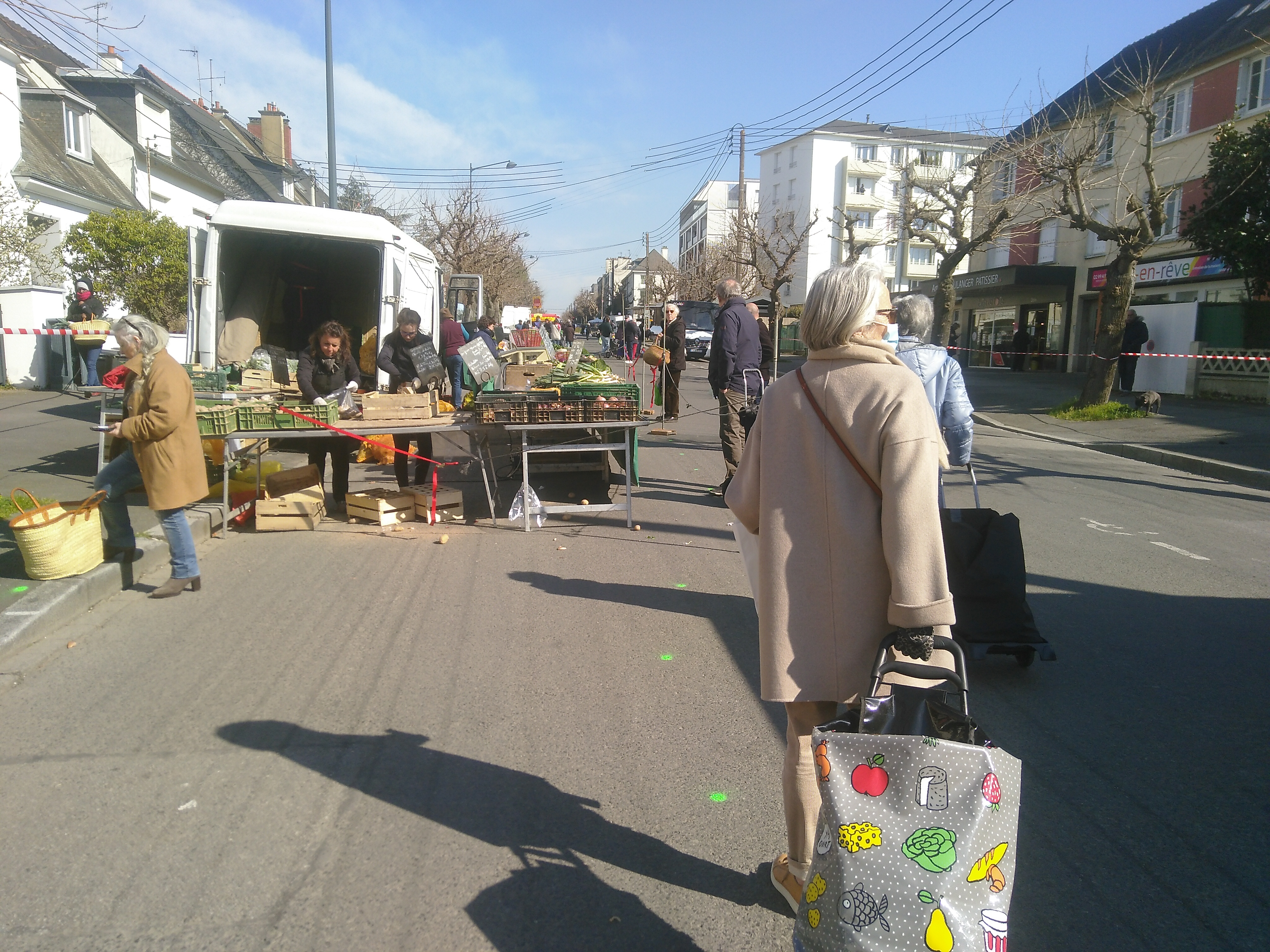
Mercado Alexis Carrel en Rennes.
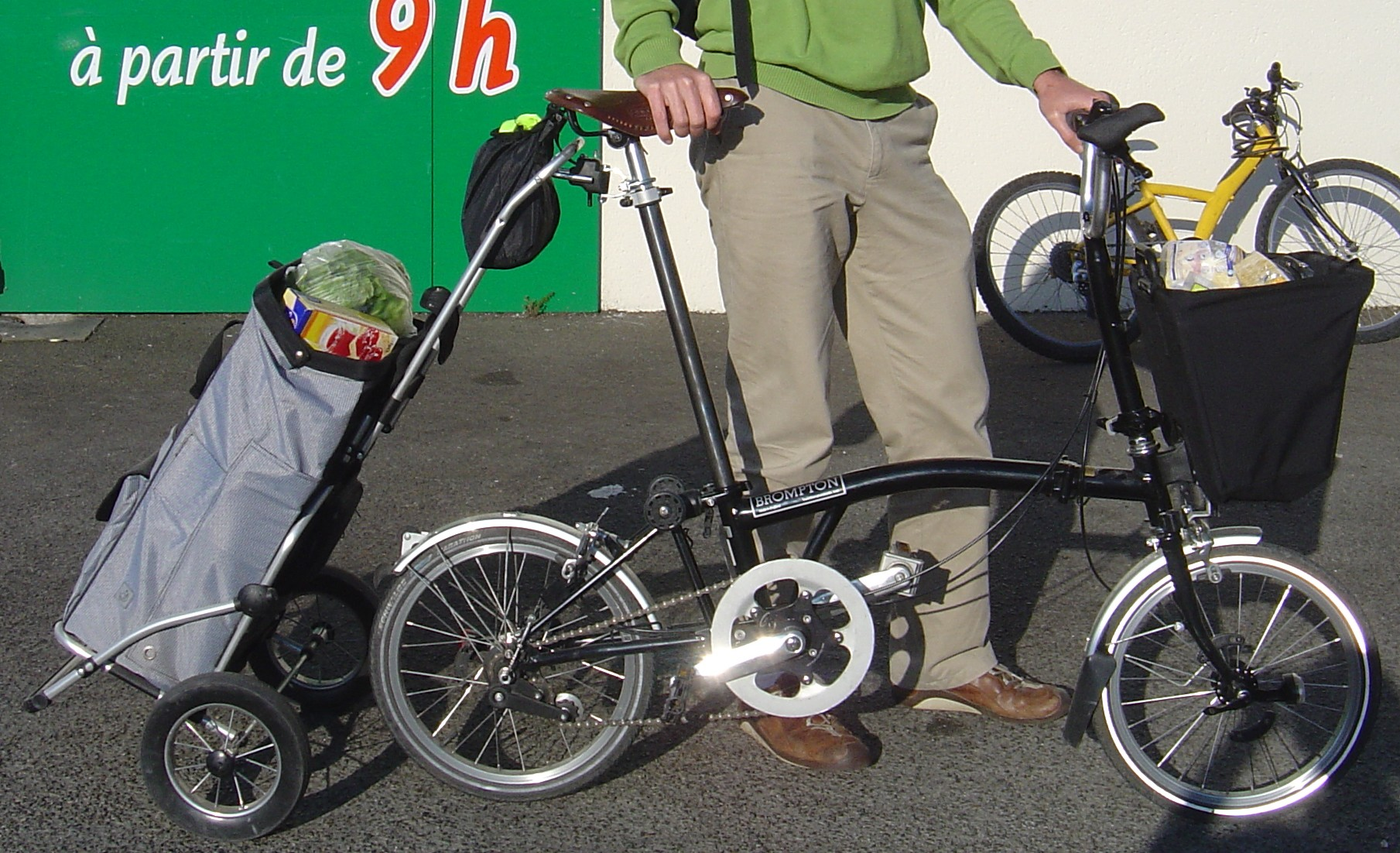
Un carrito unido a una bicicleta.